# Ringwall Niederroth
Der Ringwall Niederroth ist eine abgegangene frühmittelalterliche Ringwallanlage im „Burgholz“ etwa 425 Meter südöstlich der Pfarrkirche St. Georg von Niederroth, einem Ortsteil der Marktgemeinde Markt Indersdorf im Landkreis Dachau in Bayern. Die Anlage wird als Bodendenkmal unter der Aktennummer D-1-7634-0007 im Bayernatlas als „Ringwall des frühen Mittelalters“ geführt. 
Von der ehemaligen Burganlage sind noch Wall- und Grabenreste erhalten. Die Anlage liegt z. T. auf einem Feld und mit dem westlichen Randbereich in einem Waldstreifen.